# Giovan Battista Colombina
Giovan Battista Colombina fue un militar y escritor  de Italia nacido en el siglo XVI y fallecido en el siglo XVII.

## Biografía
Colombina fue capitán de los "bombardieri" de la ciudad italiana de Trevigi y dejó escrita una obra de arte militar que dedicó al célebre Ferrante de Rossi, capitán general de la República de Venecia: La noche siguiente salió Ferrante de Rossi con una encamisada, a dar en los Turcos, llevando muchos fuegos artificiales: pasó las trincheras, mató a dos mil hombres y puso en gran turbación al campamento enemigo ( cita sacada de la obra escrita por Antonio de Herrera y Tordesillas: Historia general del mundo, Madrid: Alonso Martin de Balboa, 1612).
En la citada obra, habla de la milicia, de la utilización correcta de la artillería por tierra y por mar, y la composición correcta de hacer la pólvora y su utilización, y a sus obras militares llamaron algunos autores italianos o arte militar o disciplina militar, como Nicolás Maquiavelo, Raimondo Montecuccoli, como Adriano, Imperiale Cinuzzzi de Siena y Colombina, porque aún no se había escindido en el arte militar, la estrategia militar por una parte y la táctica militar por otro; el florentino Giovanni Altoni publica en 1604 Il soldato, o della scienza et arte della guerra.

## Obras
- Avvertiment necessari per i bombardieri, 1608.
- Origine, eccellenza e necesità dell'arte militare:..., Trevigi, Marco de Antonio, 1641, en 8.º.
- Instruttione del bombardiero, dialogo trà il capitano e lo scolaro, dello strenuo Giambattista Colombina Venetiano, Vicenza: D. Amadio, 1611.